# Mandylion

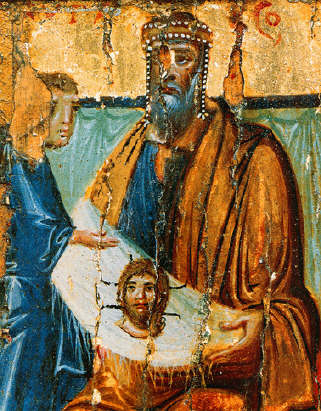
De acuerdo con la leyenda, el rey Abgar recibió el Mandylion de Tadeo, un discípulo de Jesús.

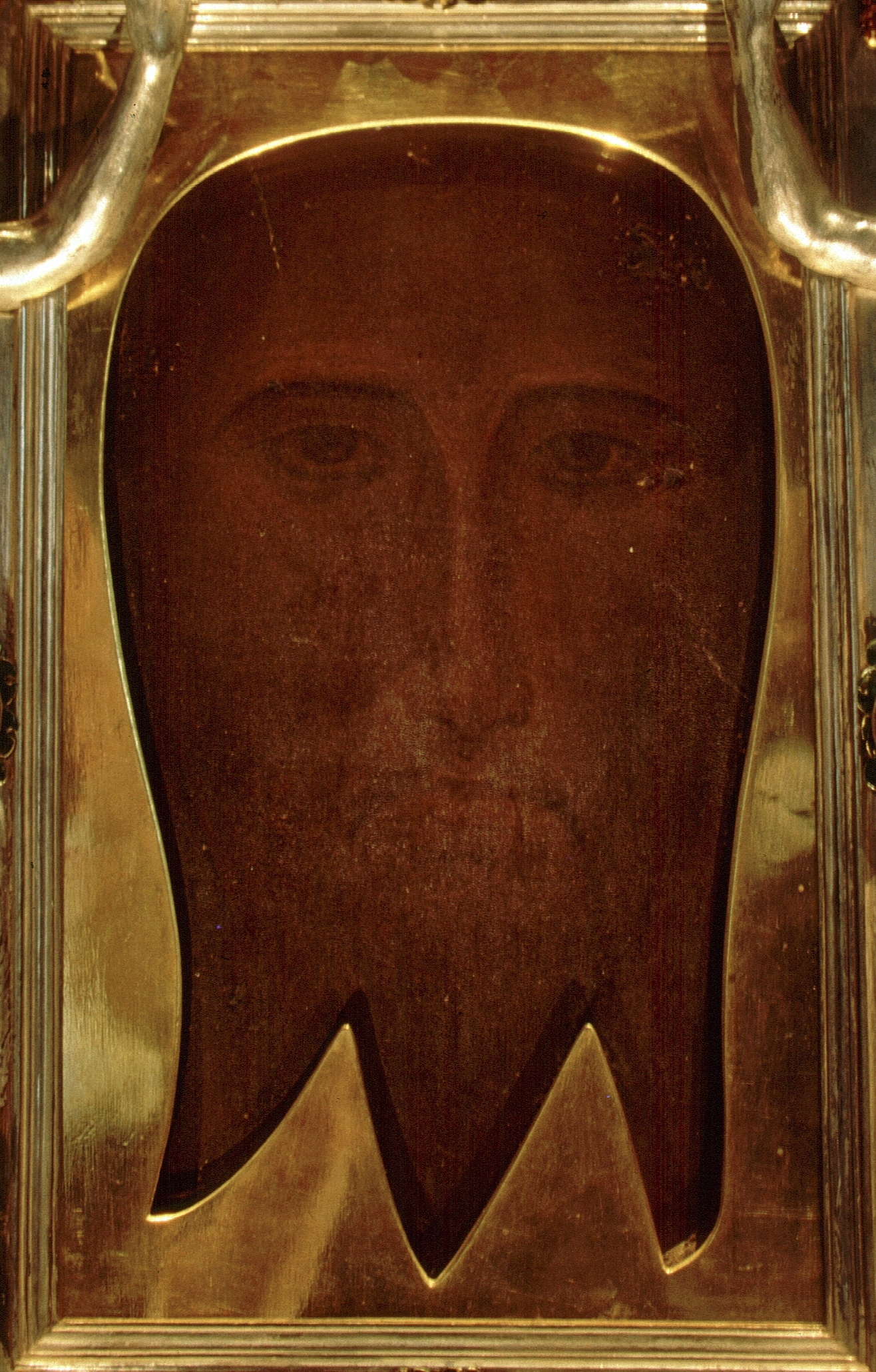
Mandylion expuesto en la capilla privada del papa en el Palacio Apostólico de la Ciudad del Vaticano. Fotografía tomada en el pabellón de la Santa Sede de la EXPO 2000 de Hannover, Alemania.

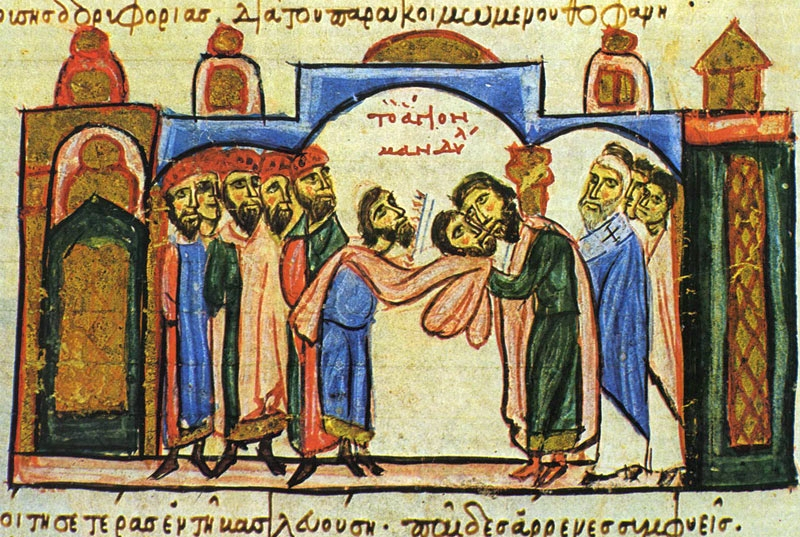
Habitantes de Edesa entregan el mandylion al parakoimomenos Teófanes. Manuscrito Skylitzes Matritensis.

Mandylion (palabra griega bizantina no aplicable a otro contexto), lienzo de Edesa o imagen de Edesa son distintos nombres que se dan a una reliquia cristiana consistente en una pieza de tela cuadrada o rectangular en que se habría impreso milagrosamente el rostro de Jesús, siendo por tanto el primer icono (imagen) del cristianismo. Otro nombre con el cual se conocía la imagen de Edesa era Tetradiplon que significa en griego doblado cuatro veces, lo que es interpretado como una identificación entre esta reliquia y la Sábana Santa, a lo que también lleva la etimología siríaca propuesta para mandylion ("sudario").

## Leyenda
Según la leyenda, recogida a comienzos del siglo IV por Eusebio de Cesarea, el rey Abgaro V de Edesa escribió a Jesús, pidiéndole que viniera a curarle de una enfermedad. Eusebio decía haber traducido y transcrito la carta original que se encontraba entre los documentos de la cancillería siria del rey de Edesa. En el documento de Eusebio, Jesús responde por carta, diciendo que cuando complete su misión terrenal y ascienda a los cielos, enviará a un discípulo para sanar a Abgar (y así habría hecho). La leyenda cristiana dice que el apóstol Tomás envió a Tadeo (uno de los setenta discípulos mencionados en Lucas 10:1-24) a Edesa portando una tela que llevaba impresa los rasgos faciales de Jesús, por cuya virtud el rey sanó milagrosamente.
Eusebio no cuenta qué había ocurrido con el Mandylion entre el siglo I y su tiempo, pero la historia está repetida ampliamente por fuentes sirias, "con tan múltiples desarrollos que es difícil creer que toda pudiera deberse a los pobres esfuerzos de Eusebio".
El Mandylion desapareció durante la conquista sasánida de Edesa en 609. Una leyenda árabe, recogida por el historiador Andrew Palmer en su visita a Urfa (Edesa), cuenta que la toalla (mendil) de Jesús fue arrojada a un pozo en lo que hoy es la Gran Mezquita de la ciudad. La tradición cristiana, en cambio, recoge que en 943 el general bizantino Juan Curcuas lo intercambió por un grupo de prisioneros musulmanes. El 15 de agosto del 944 la Imagen de Edesa se llevó a la Iglesia de Santa María de las Blanquernas de Constantinopla, cerca del palacio imperial del mismo nombre. El 16 de agosto de ese año el Mandylion fue trasladado a la capilla imperial de la Virgen del Faro, en la misma ciudad.
Permaneció en Constantinopla hasta que los Cruzados saquearon la ciudad en 1204, llevándose gran parte de sus tesoros a Europa Occidental. Ningún texto de esa época menciona el Mandylion. Su destino posterior es discutido: para unos la reliquia permaneció en la Sainte Chapelle de París hasta que desapareció durante la Revolución francesa; para otros Leonardo Montaldo, capitán genovés, la legó en 1388 a la iglesia de San Bartolomé de los Armenios de su ciudad, donde se encontraría actualmente con el nombre de Santa Faz; para el historiador Ian Wilson el Mandylion es la Sábana Santa que actualmente se encuentra en Turín; por último, otros la identifican con un icono bizantino que se localiza en Italia desde mediados del siglo XIII y que desde finales del siglo XVI se conoce como "rostro de Edesa", conservándose actualmente en la capilla papal de la sala de la condesa Matilde del palacio Vaticano.